# 霧島神宮

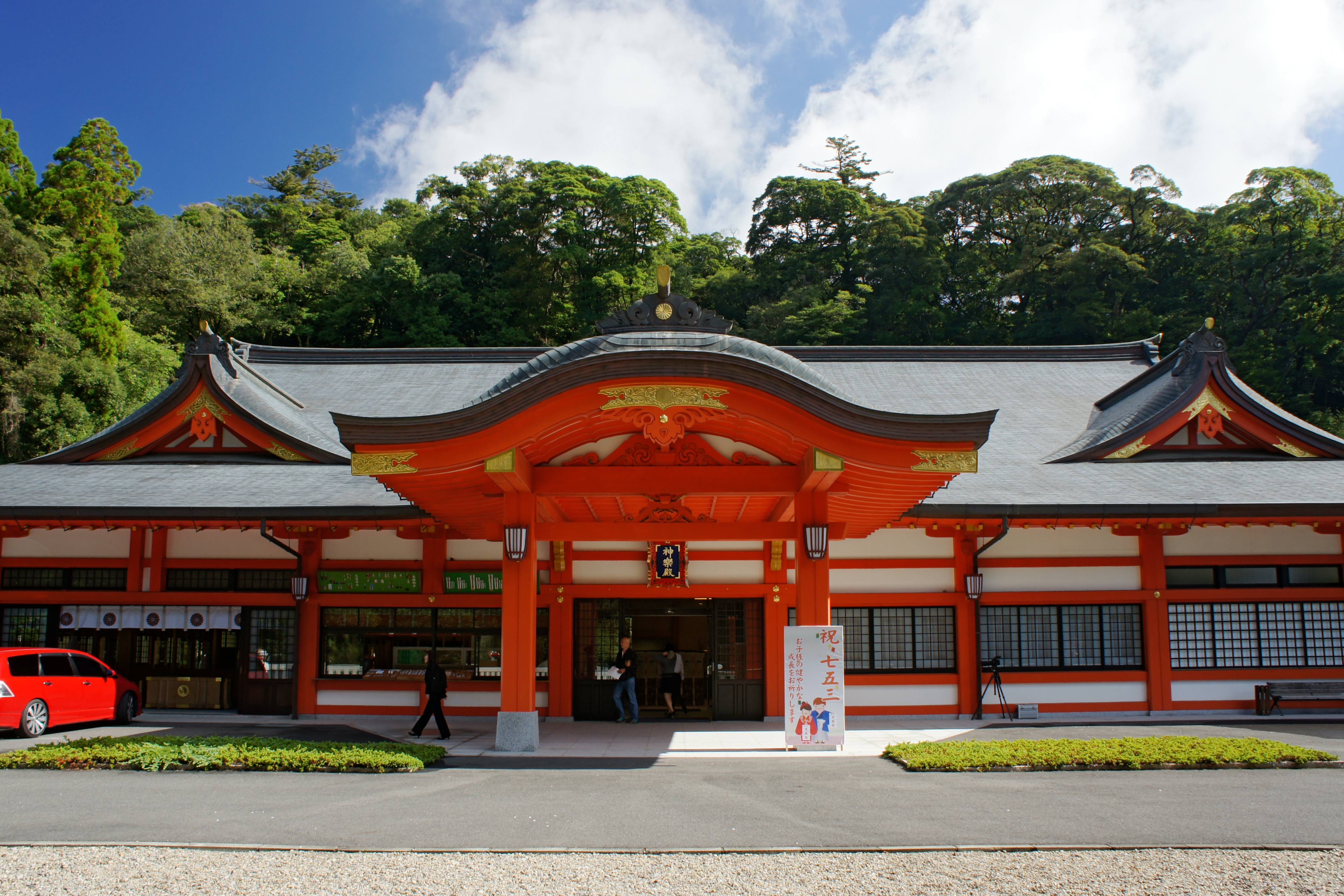
新神楽殿

霧島神宮（きりしまじんぐう），一間日本神社，位於鹿兒島縣霧島市。舊社格為官幣大社（現神社本廳的別表神社）。明治時代，神佛分離令發令之前，稱為「西御在所霧島權現」。由於其建築富麗堂皇有如日光東照宮，又有“西東照宮”之稱。2022年2月獲指定為國寶。

## 歷史背景
霧島神宮曾經遷移數次。
6世紀，在欽明天皇時代，在高千穗峰和火常峰之間的背門丘上，建立了最早的霧島神宮本殿。這個神宮源自於日本傳統的山岳信仰。
因火山活動，舊址被毀，在天曆年間，由僧人性空，將它移到高千穗河原上。後又因火山爆發而毀損，1484年（文明16年），薩摩藩主島津忠昌下令在現址重建此神宮。其建築為木造，多次因火災而重建，現存正殿建築是在1715年（正德5年）時，由藩主島津吉貴所建。
歷代島津氏藩主都崇信這間神宮。島津義久在參加耳川之戰之前，曾前往此神宮參拜抓鬮，後決定出兵，北上九州。在重要事務上，薩摩藩中的各個重臣都曾到此神宮參拜，尋求神意。
坂本龍馬在日本史上第一次蜜月旅行間，造訪霧島連峰，曾至此神宮參拜。
在神宮旁的神木，年齡估計為800年，為南九州杉。

## 祭神

### 主神
- 天饒石国饒石天津日高彦火瓊瓊杵尊

### 相殿神
- 木花咲耶姫尊
- 彦火火出見尊
- 豊玉姫尊
- 鸕鷀草葺不合尊
- 玉依姫尊
- 神倭磐余彦尊

## 外部連結
- 霧島神宮公式網站（（页面存档备份，存于） ）
- OpenStreetMap上有關2483574061  霧島神宮的地理

31°51′32.2″N 130°52′18.7″E / 31.858944°N 130.871861°E